# Czarodzieje z Waverly Place
Czarodzieje z Waverly Place (ang. Wizards of Waverly Place, 2007–2012, i od 2024) – amerykański serial komediowy fantasy emitowany na Disney Channel. Swoją amerykańską premierę miał 12 października 2007, natomiast polska odbyła się 28 lutego 2008. Od 14 czerwca 2022 dostępny w Polsce na platformie Disney+. Od trzeciej serii, serial kręcony był w High-Definition. Od 12 września 2010 serial emitowano w TVP1, a od 1 września do 18 listopada 2014 na kanale TV6. W styczniu 2024 poinformowano o kontynuacji serialu, z częścią dawnej obsady. Serial nosi tytuł Czarodzieje z Waverly Place: Nowy rozdział, a jego polska premiera odbyła się 10 marca 2025 roku.

## Fabuła
Dawno temu Jerry Russo oddał swoje magiczne moce bratu, aby ożenić się ze śmiertelniczką Theresą. Po latach okazuje się, że ich dzieci: Justin, Alex oraz Max odziedziczyły magiczne zdolności. Teraz Jerry pragnie nauczyć je prawidłowego obchodzenia się z nadprzyrodzonymi zdolnościami. Kiedy zaczynają wykorzystywać swoje umiejętności, w życie rodziny wkrada się chaos, ponieważ rodzeństwo, próbując korzystać ze swoich mocy, stwarza wiele skomplikowanych sytuacji. Często pakują się w kłopoty, ponieważ jeszcze nie panują nad swoimi mocami oraz nie umieją korzystać z nich rozważnie.

## Obsada
| Aktor                | Rola              | Lata występowania | Sezon |
| -------------------- | ----------------- | ----------------- | ----- |
| GŁÓWNA OBSADA        |                   |                   |       |
| Selena Gomez         | Alex Russo        | 2007-2011         | 1-4   |
| David Henrie         | Justin Russo      | 2007-2011         | 1-4   |
| Jake T. Austin       | Max Russo         | 2007-2011         | 1-4   |
| Jennifer Stone       | Harper Finkle     | 2007-2011         | 1-4   |
| David DeLuise        | Jerry Russo       | 2007-2011         | 1-4   |
| Maria Canals Barrera | Theresa Russo     | 2007-2011         | 1-4   |
| DRUGOPLANOWA OBSADA  |                   |                   |       |
| Dan Benson           | Zeke Beekerman    | 2007-2011         | 1-4   |
| Bridgit Mendler      | Juliet Van Heusen | 2009-2011         | 2-4   |
| Gregg Sulkin         | Mason Greyback    | 2009-2011         | 3-4   |
| Bill Chott           | Pan Laritate      | 2007-2011         | 1-4   |
| Ian Abercrombie      | Profesor Crumbs   | 2007-2011         | 1-4   |

### Gościnnie
- Dwayne Johnson jako on sam („Nauczyciel sztuki”)
- Misty May-Treanor jako ona sama („Nauczyciel sztuki”)
- Chelsea Staub jako Kari Langsdorf („Supernaturalny”)
- Taylor Negron jako sprzedawca smoków („Smoko-pies”)
- Rob Reiner jako on sam („Harper z przyszłości”)
- Cindy Crawford jako Bibi Rockford („Tydzień mody”)
- Daryl Sabara jako T.J. Taylor („Nauczyciel sztuki”)
- Phill Lewis jako pan Moseby (Nie ma to jak statek) [„Nie ma to jak statek z Czarodziejami i Hanną Montaną”[5]]
- Debby Ryan jako Bailey Pickett (Nie ma to jak statek) [„Nie ma to jak statek z Czarodziejami i Hanną Montaną”[5]]
- Cole Sprouse jako Cody Martin (Nie ma to jak statek) [„Nie ma to jak statek z Czarodziejami i Hanną Montaną”[5]]
- Dylan Sprouse jako Zack Martin (Nie ma to jak statek) [„Nie ma to jak statek z Czarodziejami i Hanną Montaną”[5]]
- Brenda Song jako London Tipton (Nie ma to jak statek) [„Nie ma to jak statek z Czarodziejami i Hanną Montaną”[5]]
- Moises Arias jako Sumienie Maxa [„Łowca Potwora”, „Trzy potwory” oraz „Noc w Lazarni”]
- Al Madrigal jako Kieszonkowy elf („Maniacy czekolady”)
- Shakira jako ona sama („Shakira na Waverly Place”)
- Wilmer Valderrama jako wuj Ernesto („Wujek Ernesto”)
- Bella Thorne jako Nancy  („Sekretna dziewczyna Maxa”)
- Tiffany Thornton jako Susan („Kino”)
- Malese Jow jako Ruby Donhue („Kino”)
- Hayley Kiyoko jako Stevie
- Adam Irigoyen jako Sumienie Sumienia
- Fred Stoller jako Dexter
- Jeff Garlin jako Wujek Kelbo
- Lucy Hale jako Miranda Hampson
- Andy Kindler jako Rudy Tootietootie
- Paulie Litt jako Frankie/Joey
- Kari Wahlgren jako Helen
- Bailee Madison jako Maxine Russo
- China Anne McClain jako Tina
- Frank Pacheco jako Felix
- Leven Rambin jako Rosie
- John Rubinstein jako Gorog
- Daniel Samonas jako Dean Moriarty
- Josh Sussman jako Hugh Normous
- Cameron Sanders jako Nelvis
- McKaley Miller jako Talia Robinson
- Skyler Samuels jako Gigi Hollingsworth

## Przegląd sezonów
| Seria | Seria             | Odcinki           | Odcinki           | Pierwsza emisja      | Pierwsza emisja      | Pierwsza emisja      | Pierwsza emisja      |
| Seria | Seria             | USA               | Polska            | Premiera             | Finał                | Premiera             | Finał                |
| ----- | ----------------- | ----------------- | ----------------- | -------------------- | -------------------- | -------------------- | -------------------- |
|       | 1                 | 1–21 (21)         | 1–21 (21)         | 12 października 2007 | 31 sierpnia 2008     | 29 lutego 2008       | 28 listopada 2008    |
|       | 2                 | 22–51 (30)        | 22–51 (30)        | 12 września 2008     | 21 sierpnia 2009     | 18 kwietnia 2009     | 16 października 2010 |
|       | Film              | Film              | Film              | 28 sierpnia 2009     | 28 sierpnia 2009     | 31 października 2009 | 31 października 2009 |
|       | 3                 | 52–79 (28)        | 52–81 (30)        | 9 października 2009  | 15 października 2010 | 13 marca 2010        | 1 marca 2011         |
|       | 4                 | 80–106 (27)       | 82–110 (29)       | 12 listopada 2010    | 6 stycznia 2012      | 2 kwietnia 2011      | 26 maja 2012         |
|       | Odcinek specjalny | Odcinek specjalny | Odcinek specjalny | 15 marca 2013        | 15 marca 2013        | 25 maja 2013         | 25 maja 2013         |

## Filmy
Powstał film Disney Channel Original Movies na podstawie serialu, który zadebiutował na amerykańskim Disney Channel 28 sierpnia 2009 roku, natomiast na polskim Disney Channel 31 października 2009 roku. Film był kręcony w Portoryko, Los Angeles oraz Nowym Jorku. Film w USA obejrzało 11.4 miliona widzów, dzięki czemu była to największa oglądalność, zaraz po High School Musical 2 (17.2 mln widzów), filmów Disney Channel.
Po emisji pierwszego filmu ogłoszono, że powstanie sequel, lecz kilka tygodni później pomysł ten został unieważniony. Dnia 27 września 2012 roku Disney Channel oficjalnie potwierdził, że ten film jednak powstanie, lecz będzie miał miano odcinka specjalnego. Zatytułowany jest „Powrót czarodziejów: Alex kontra Alex”. Obsada pozostaje ta sama, lecz z jednym wyjątkiem. David Henrie nie bierze udziału. Premiera odbyła się 15 marca 2013 roku.

## Produkty
Produkty związane z serialem były wydane pod koniec 2009 roku w USA. Gra video oraz soundtrack na podstawie serialu były wydane w sierpniu 2009 roku.

## Nagrody
| Rok  | Nagroda                         | Kategoria                                           | Nominowani           | Rezultat  |
| ---- | ------------------------------- | --------------------------------------------------- | -------------------- | --------- |
| 2008 | Alma Award                      | Wybitny męski występ w serialu komediowym           | Jake T. Austin       | Nominacja |
| 2008 | Alma Award                      | Wybitny żeński występ w serialu komediowym          | Selena Gomez         | Nominacja |
| 2008 | Imagen Award                    | Najlepsza aktorka telewizyjna                       | Selena Gomez         | Nominacja |
| 2009 | Image Award                     | Wybitny występ w programie dziecięcym/młodzieżowym  | Selena Gomez         | Nominacja |
| 2009 | Nickelodeon Kids’ Choice Awards | Ulubiona aktorka telewizyjna                        | Selena Gomez         | Wygrana   |
| 2009 | Young Artist Award              | Najlepszy występ w serialu TV – Młoda aktorka       | Selena Gomez         | Nominacja |
| 2009 | Primetime Emmy                  | Wybitny program dziecięcy                           | Obsada               | Wygrana   |
| 2009 | Alma Award                      | Specjalne osiągnięcia w serialu komediowym- Aktorka | Selena Gomez         | Wygrana   |
| 2009 | Alma Award                      | Specjalne osiągnięcia w serialu komediowym- Aktorka | Maria Canals Barrera | Nominacja |
| 2009 | Imagen Award                    | Najlepsza aktorka telewizyjna                       | Selena Gomez         | Nominacja |
| 2010 | Image Award                     | Wybitny występ w programie dziecięcym/młodzieżowym  | Selena Gomez         | Nominacja |
| 2010 | Nickelodeon Kids’ Choice Awards | Ulubiona aktorka                                    | Selena Gomez         | Wygrana   |
| 2010 | Nickelodeon Kids’ Choice Awards | Ulubiony program TV                                 | Obsada               | Nominacja |
| 2010 | Teen Choice Awards              | Ulubiony program TV: Komedia                        | Obsada               | Nominacja |
| 2010 | Teen Choice Awards              | Ulubiona Aktorka TV: Komedia                        | Selena Gomez         | Wygrana   |
| 2010 | Teen Choice Awards              | Ulubiona Gwizada TV: Lato                           | David Henrie         | Nominacja |
| 2010 | Primetime Emmy                  | Wybitny program dziecięcy                           | Obsada               | Nominacja |

## Wydania DVD
| Nazwa                                               | Zawarte Epizody                                                                                           | Data wydania – USA | Data wydania – Wielka Brytania | Data wydania – Polska | Dodatkowe rzeczy na DVD                                                             |
| --------------------------------------------------- | --- | ------------------ | ------------------------------ | --------------------- | ----------------------------------------------------------------------------------- |
| Czarodzieje z Waverly Place: Szkoła Czarodziejów    | Szkoła Czarodziei (część 1) • Szkoła Czarodziei (część 2) • Zgniotę twojego smoka • Wieczór rozczarowania | 29 lipca 2008      | 29 lipca 2008                  | TBC                   | Jak Czarodziej – To co Selena, Jake i David lubią robić najbardziej!                |
| Czarodzieje z Waverly Place: Supernaturally Stylin’ | To mój pomysł • Spodnie wiedzy • Strzeż się wilka • Ilustrowana powieść                                   | 25 lutego 2009     | TBC                            | TBC                   | Fashionista Presto Chango! – idź za kulisy z gwiazdami zobaczyć magiczną garderobę! |
| Czarodzieje z Waverly Place: Seria 1                | Wszystkie 21 epizodów serii pierwszej                                                                     | Lato 2010          | 5 października 2009            | 12 marca 2010         | Disney od kulis! • Zrób to jak czarodziej                                           |

## Międzynarodowe wydanie
| Region | Stacja(e)                        | Premiera serii                                                              | Tytuł serii w kraju |
| --- | -------------------------------- | --------------------------------------------------------------------------- | --- |
| Albania | Junior                           | Lipiec 2009                                                                 | Magjistaret e sheshit Uejverli |
| Argentyna · Boliwia · Chile · Dominikana · Haiti · Kolumbia · Meksyk · Panama · Paragwaj · Peru · Urugwaj · Wenezuela | Disney Channel Latynoska Ameryka | 23 marca 2008 (Zapowiedź) 14 kwietnia 2008 (Premiera)                       | Los hechiceros de Waverly Place |
| Australia | Disney Channel Australia         | 19 października 2007                                                        | Wizards of Waverly Place |
| Australia | Seven Network                    | 4 października 2008                                                         | Wizards of Waverly Place |
| Austria | ORF 1                            | 20 czerwca 2009                                                             | Die Zauberer vom Waverly Place |
| Bangladesz · Indie · Sri Lanka                                                                                        | Disney Channel Indie             | 5 maja 2008                                                                 | Wizards from Waverly Place |
| Brazylia | Disney Channel Latynoska Ameryka | 23 marca 2008 (Zapowiedź) Kwiecień 11, 2008 (Premiera)                      | Os Feiticeiros de Waverly Place |
| Brazylia | Rede Globo                       | 29 czerwca 2009                                                             | Os Feiticeiros de Waverly Place |
| Bułgaria | BNT 1                            | 28 marca 2009                                                               | Магьосниците от Уейвърли Плейс |
| Bułgaria | Disney Channel Bułgaria          | 19 września 2009                                                            | Магьосниците от Уейвърли Плейс |
| Czechy | Jetix                            | Listopad 2008                                                               | Kouzelnící z Waverly |
| Czechy | Disney Channel Czechy            | 19 września 2009                                                            | Kouzelnící z Waverly |
| Dania | Disney Channel Skandynawia       | 29 lutego 2008                                                              | Magikerne på Waverly Place |
| Filipiny · Hongkong · Indonezja · Korea Południowa · Singapur · Tajlandia · Wietnam                                   | Disney Channel Azja              | 9 marca 2008                                                                | Wizards of Waverly Place (większość) Những phù thủy xứ Waverly (Wietnam) (emisja z indonezyjskimi, malajskimi i chińskimi napisami) (Dubbing w Hongkongu, Tajlandii, w Wietnamie i w Korei Płd.) |
| Finlandia | Disney Channel Skandynawia       | 29 lutego 2008                                                              | Waverly Placen velhot |
| Francja | Disney Channel Francja           | 22 stycznia 2008                                                            | Les Sorciers de Waverly Place |
| Francja | NRJ12                            | 31 sierpnia 2009                                                            | Les Sorciers de Waverly Place |
| Grecja | Disney Channel Grecja            | 31 października 2009                                                        | Wizards of Waverly Place (z greckimi napisami) |
| Hiszpania | Disney Channel Hiszpania         | 18 stycznia 2008                                                            | Los Magos de Waverly Place |
| Hiszpania | Antena 3 (Hiszpania)             | 18 stycznia 2008                                                            | Los Magos de Waverly Place |
| Holandia | Disney Channel Holandia          | 3 października 2009                                                         | Wizards of Waverly Place (z duńskimi napisami) |
| Irlandia · Wielka Brytania                                                                                            | Disney Channel (WB i Irlandia)   | 3 listopada 2007                                                            | Wizards from Waverly Place |
| Izrael | Disney Channel Izrael            | Czerwiec 2008                                                               | המכשפים מווברלי פלייס |
| Japonia | Disney Channel Japonia           | 18 kwietnia 2008                                                            | ウェイバリー通りのウィザードたち |
| Kanada(angielska) | Family (stacja telewizyjna)      | 26 października 2007                                                        | Wizards from Waverly Place |
| Kanada(francuska) | VRAK.TV                          | 24 sierpnia 2009                                                            | Les Sorciers de Waverly Place |
| Liga Państw Arabskich                                                                                                 | Disney Channel Bliski Wschód     | 29 lutego 2008                                                              | Wizards of Waverly Place (z arabskimi napisami) |
| Malezja | Disney Channel Malezja           | 9 marca 2008                                                                | Wizards of Waverly Place |
| Niemcy | Disney Channel Niemcy            | 8 marca 2008                                                                | Die Zauberer vom Waverly Place |
| Niemcy | Super RTL                        | 1 września 2008                                                             | Die Zauberer vom Waverly Place |
| Norwegia | Disney Channel Skandynawia       | 29 lutego 2008                                                              | Magikerne på Waverly Place |
| Nowa Zelandia | Disney Channel Nowa Zelandia     | 19 października 2007                                                        | Wizards from Waverly Place |
| Pakistan | Disney Channel                   | 12 października 2007 Amerykańska premiera                                   | Wizards from Waverly Place |
| Polska | Disney Channel Polska            | 29 lutego 2008                                                              | Czarodzieje z Waverly Place |
| Polska | TVP1                             | 12 września 2010                                                            | Czarodzieje z Waverly Place |
| Polska | TV6                              | 1 września 2014                                                             | Czarodzieje z Waverly Place |
| Portugalia | Disney Channel Portugalia        | 29 września 2008                                                            | Los hechiceros de Waverly Place |
| Tajwan | Disney Channel Tajwan            | 28 marca 2008                                                               | 《少年魔法師》 |
| Rosja | CTC                              | 2 listopada 2009                                                            | Волшебники из Вэйверли Плэйс |
| Rumunia | Disney Channel Rumunia           | 19 września 2009                                                            | Magicienii Din Waverly Place |
| Słowacja | Jetix                            | Listopad 2008                                                               | Kouzelnící z Waverly |
| Stany Zjednoczone | Disney Channel                   | 12 października 2007                                                        | Wizards of Waverly Place |
| Szwajcaria | SF Zwei                          | 11 kwietnia 2009                                                            | Die Zauberer vom Waverly Place |
| Szwecja | Disney Channel Skandynawia       | 29 lutego 2008                                                              | Magi på Waverly Place |
| Turcja | Digiturk                         | 24 października 2007                                                        | Wizards of Waverly Place |
| Turcja | Disney Channel Turcja            | 29 lutego 2008                                                              | Wizards of Waverly Place |
| Ukraina | Disney Channel Ukraina           | 12 października 2007 (wersja z lektorem), 7 maja 2011 (wersja z dubbingiem) | Чарівники з Вейверлі Плейс oraz Чаклуни з Вейверл |
| Ukraina | TET TV                           | 12 października 2007 (wersja z lektorem), 7 maja 2011 (wersja z dubbingiem) | Чарівники з Вейверлі Плейс oraz Чаклуни з Вейверл |
| Węgry | Jetix                            | Listopad 2008                                                               | Waverly Place varázslói |
| Węgry | Disney Channel Węgry             | 19 września 2009                                                            | Waverly Place varázslói |
| Wielka Brytania | Channel 5                        | 4 października 2009                                                         | Wizards of Waverly Place |
| Włochy | Disney Channel Włochy            | 26 stycznia 2008                                                            | I Maghi Di Waverly |